# Abdül Kadir (couraçado)
O Abdül Kadir foi um couraçado pré-dreadnought planejado pela Marinha Otomana. Sua construção começou em outubro de 1892 no Arsenal Imperial de Constantinopla, tendo sido encomendado em resposta ao fortalecimento da rival regional Marinha Real Helênica e obsolescência da frota otomana. Seu projeto original indicava que seria armado com uma bateria principal composta por quatro canhões de 283 milímetros montados em duas torres de artilharia duplas, teria um deslocamento de pouco mais de oito mil toneladas e alcançaria uma velocidade máxima de dezoito nós.
A construção do navio prosseguiu muito lentamente e ocasionalmente chegou a ser paralisada, principalmente em consequência de crônica falta de dinheiro da Marinha Otomana. Apenas as armações do casco tinham sido erguidas após dois anos, com a construção tendo sido paralisada definitivamente em 1906 quando apenas partes das placas do casco tinham sido instaladas. Os suportes da quilha se moveram durante a longa construção, distorcendo sua estrutura e impedindo que fosse finalizada. O pouco que havia sido construído do Abdül Kadir foi desmontado em 1909.

## Antecedentes
O Abdül Kadir teria sido o primeiro couraçado pré-dreadnought da Marinha Otomana. Sucedeu uma série de ironclads construídos nas décadas de 1860 e 1870. O sultão Murade V foi deposto em 1876, com a marinha tendo participado do golpe que instaurou Abdulamide II no trono. Por conta disso o novo sultão suspeitava da marinha e tentou reduzir seu poder ao barrar orçamentos e não encomendar navio capital novo algum pela década seguinte. Entretanto, os navios construídos sob seus predecessores estavam rapidamente ficando obsoletos até o final da década de 1880, especialmente quando comparados a estrangeiros como os couraçados britânicos da Classe Royal Sovereign.
Mais importante ainda, a Marinha Real Helênica, a principal rival da Marinha Otomana na época, encomendou em 1885 três ironclads da Classe Hydra de estaleiros franceses. Estes navios eram menores do que os antigos ironclads otomanos, mas estavam em um estado de prontidão muito melhor enquanto os otomanos estavam inativos no Mar de Mármara com pouquíssima manutenção. O governo otomano autorizou em 1890 um grande programa de construção naval que incluía dois ironclads baseados no francês Hoche, mais vários cruzadores e embarcações menores. Estes dois ironclads nunca foram construídos, mas um projeto de couraçado foi encomendado no mesmo ano, que se tornaria o Abdül Kadir. Este seria um dos maiores navios da frota otomana junto com o ironclad Mesudiye.

## Características
O Abdül Kadir teria 103,63 metros de comprimento de fora a fora, uma boca de 19,81 metros e um calado de 7,16 metros. Foi projetado para ter um deslocamento de 8,1 mil toneladas. Seu sistema de propulsão seria composto por seis caldeiras a carvão que alimentariam dois motores verticais de tripla-expansão, cada um girando uma hélice. A exaustão das caldeiras seria canalizada para duas chaminés. Tanto os motores quanto as caldeiras seriam fabricados pela Tersane-ı Amire. Foi estimado que os motores teriam uma potência indicada de 12,1 mil cavalos-vapor (8,9 mil quilowatts), o que deveria produzir uma velocidade máxima de dezoito nós (33 quilômetros por hora). O navio teria uma capacidade de carregar seiscentas toneladas de carvão.
A empresa alemã Krupp foi contratada para providenciar o armamento do Abdül Kadir. Foi projetado para ter uma bateria principal composta por quatro canhões calibre 35 de 283 milímetros montados em duas torres de artilharia duplas, uma à vante e outra à ré da superestrutura. A bateria secundária seria de seis canhões calibre 35 de 149 milímetros em casamatas. Defesa de custa-distância contra barcos torpedeiros viria de oito canhões calibre 30 de 88 milímetros e oito canhões de 37 milímetros, todos em montagens únicas. Por fim, também haveriam seis tubos de torpedo de 356 milímetros em montagens acima da linha de flutuação. Seu armamento foi revisado em 1904, com as armas de 283 milímetros substituídas por quatro canhões de 203 milímetros em torres únicas, enquanto o número de canhões de 149 milímetros aumentaria para dez. As armas de 88 milímetros seriam substituídas por canhões de 76 milímetros, já o número de armas de 37 milímetros aumentaria para dez. Dois tubos de torpedo seriam removidos.
Seu cinturão principal de blindagem teria 230 milímetros de espessura e dois metros de altura. Os conveses superiores acima do cinturão não teriam qualquer tipo de proteção. As anteparas transversais em cada extremidade do cinturão teriam 105 milímetros. Seus torres de artilharia ficariam em cima de barbetas com laterais de 150 milímetros.

## Construção
O batimento de quilha do Abdül Kadir ocorreu em outubro de 1892 no Arsenal Imperial em Constantinopla. Os construtores começaram a bater os pedaços da quilha em um campo aberto próximo ao estaleiro em vez de usarem uma rampa de lançamento, empregando apenas algumas toras de madeira para apoiar a estrutura. Por algum motivo, a rampa de lançamento em que o ironclad Hamidiye tinha sido construído não foi usada. As armações de aço de casco tinham sido erguidas até 1895, mas as obras prosseguiram muito lentamente e frequentemente eram paralisadas, principalmente devido a crônica falta de orçamento para a marinha. Por exemplo, a construção foi paralisada em 1897 e a revista contemporânea britânica The Navy and Army Illustrated previu que o couraçado jamais seria finalizado. Projetos de construção de escala similar durante este período também fracassaram pela falta de dinheiro; um grande programa de construção iniciado depois da péssima performance da Marinha Otomana na Guerra Greco-Turca de 1897 foi abandonado porque dinheiro para novos navios não pode ser alocado. A construção foi paralisada definitivamente em 1906, época em que o casco estava apenas parcialmente coberto de placas. Nesta altura os blocos que sustentavam o casco tinha se movido, destruindo a quilha. O navio incompleto foi desmontado no local em 1909.